# Ricardo Corro Moncho
Ricardo Corro Moncho (Sevilla, 1899 - 21 d'octubre o 21 de novembre de 1936) va ser un advocat i polític republicà andalús, assassinat pels revoltats durant la Guerra Civil espanyola.

## Biografia
Nascut a Sevilla però establert des de nen a Granada (Andalusia) on la seva família es va traslladar, allí va estudiar el batxiller i es va llicenciar en Dret (amb Premi Extraordinari de fi de carrera) i Filosofia i Lletres el mateix any (1921) a la Universitat de Granada. Es va dedicar immediatament a treballar com a advocat. El 1930 es va incorporar a l'activitat política i, al costat de José Palanco Romero, es va afiliar a Acció Republicana de Manuel Azaña i, després, a la seva hereva, Izquierda Republicana. Va ser escollit regidor de l'ajuntament granadí a les eleccions municipals de 1931 que van donar lloc a la proclamació de la República. El seu company Palanco va ser escollit alcalde i ell va estar totalment implicat en l'acció municipal des d'un primer moment. L'abril del 1933 Palanco va dimitir, sent nomenat alcalde Ricardo Corro. Malgrat els seus intents per modernitzar la ciutat i el desenvolupament de les obres públiques, que eren a més un element fonamental per pal·liar les altes taxes d'atur, va veure tallat tot el finançament, la qual cosa el va dur a dimitir al setembre de 1934. No obstant això va romandre en l'alcaldia mentre es nomenava el seu successor, però amb la revolució de 1934 va ser destituït, com tota la corporació municipal, i tot això malgrat la seva expressa oposició al moviment revolucionari i vaguístic.
Després del seu cessament va abandonar Izquierda Republicana i, el 1935 es va incorporar a Unió Republicana (UR), el comitè provincial de la qual va presidir. A les eleccions generals de 1936 va ser un dels dos candidats d'UR a les llistes del Front Popular, i no fou escollit. No obstant això, el procés en la circumscripció granadina va ser anul·lat, i Ricardo Corro va obtenir l'acta de diputat a les eleccions parcials del 3 maig en obtenir 139.855 vots. Entre febrer i finals de maig de 1936, va ocupar el càrrec de governador civil de Sevilla, on va haver d'enfrontar-se a les greus inundacions que va sofrir la província, especialment al barri de Triana de la capital sevillana i les greus pèrdues de les collites. Les inundacions van fer augmentar el problema de la falta d'aliment i, en qualsevol cas, de recursos perquè moltes famílies poguessin comprar-los, així com el problema ja crònic de la falta d'habitatges. Corro va haver d'adoptar mesures extremes obligant l'ajuntament de Sevilla al repartiment gratuït i diari de pa, encara que no va poder impedir la vaga dels inquilins amb l'impagament de lloguers.
En produir-se el cop d'estat del 18 de juliol de 1936 que va donar lloc a la Guerra Civil, Ricardo Corro va ser detingut en aplicació del Bàndol de Guerra el 2 de setembre. Confinat a la presó provincial de Sevilla, va ser traslladat després a la comissaria d'on va ser tret i assassinat a l'octubre o novembre. Després de mort va ser investigat per pertinença a la maçoneria (mai en fou membre) i encara el 1953 s'assenyalava per la historiografia franquista com un diputat que havia acudit a totes les sessions de les corts republicanes fins a 1939 i que havia fugit a l'estranger.